# Middletown (Kentucky)
Pour les articles homonymes, voir Middletown.
Middletown est une ville américaine située dans le comté de Jefferson, dans le Kentucky. Selon le recensement de 2020, sa population est de 9 706 habitants.
Lawrence Wetherby, gouverneur du Kentucky (1950-1955), est né dans la ville.